# Коломбао (Сијена)
Коломбао је насеље у Италији у округу Сијена, региону Тоскана.
Према процени из 2011. у насељу је живело 27 становника. Насеље се налази на надморској висини од 479 м.